# Bledské jezero
Bledské jezero (slovinsky Blejsko jezero, německy Veldeser See) je jezero, které leží na severozápadě Slovinska (v Horním Kraňsku – Gorenjska). Vzniklo na konci poslední doby ledové roztáním Bohinjského ledovce. Jezero nemá žádný významný přítok, zásobují jej především podzemní zřídla. Tektonický původ prozrazují termální prameny v jeho severovýchodní části. Ty způsobují, že voda v jezeře je příjemně teplá – a dosahuje v nejteplejších měsících až 26 °C (jedno z nejteplejších alpských jezer), takže umožňuje koupání přes celé léto až do září.

## Okolí
Okolí jezera tvoří lesnaté stráně pohoří Pokljuka a Jelovica, za nimiž vystupují Karavanky a hřebeny Julských Alp. Z východní strany přiléhá k jezeru město Bled, břeh jezera zde má podobu veřejně přístupného parku. Další vesnicí je na jižní straně Mlino. V bezprostřední blízkosti potom leží vrcholky Straža, Mala Osovnica, Kuhovnica a další.
Atraktivnost místa umocňuje ostrov s poutním kostelem Panny Marie se staroslovanským hřbitovem. Kostel se nalézá takřka uprostřed jezera. Na ostrov jezdí loď v programu jedenapůlhodinového výletu, kdy půlhodina je věnována právě tomuto poutnímu místu.[zdroj?] Dalším místem, které patří pro návštěvníky mezi oblíbená, je skalní ostroh s hradem na vrcholu (Blejski grad, nachází se 140 m nad hladinou). Část hradu je dnes upravena jako stylová restaurace, zbytek slouží jako městské muzeum.
Kolem jezera vede 5,5 kilometru dlouhá pěší stezka.

## Sportovní středisko

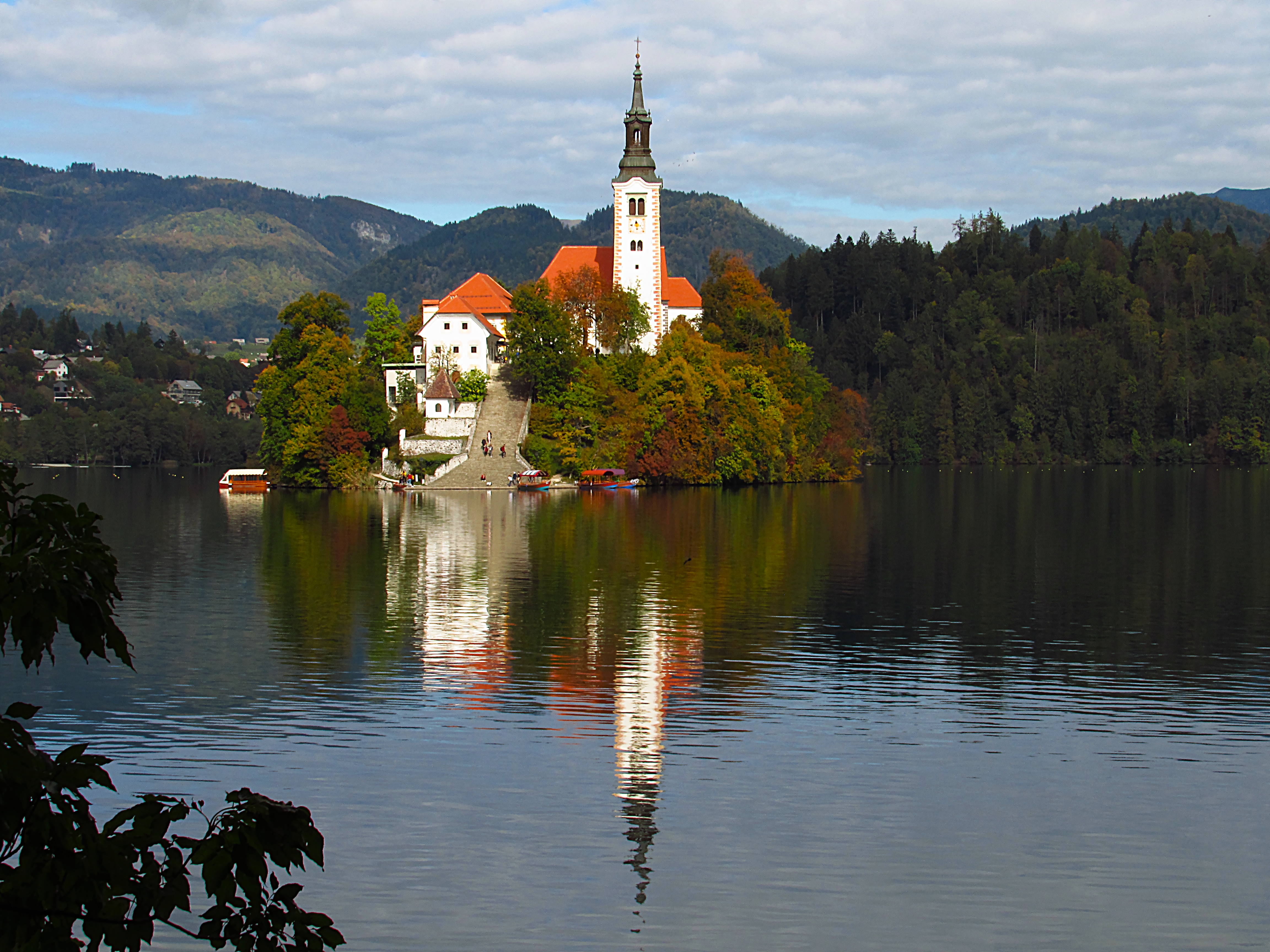
Bledský ostrov

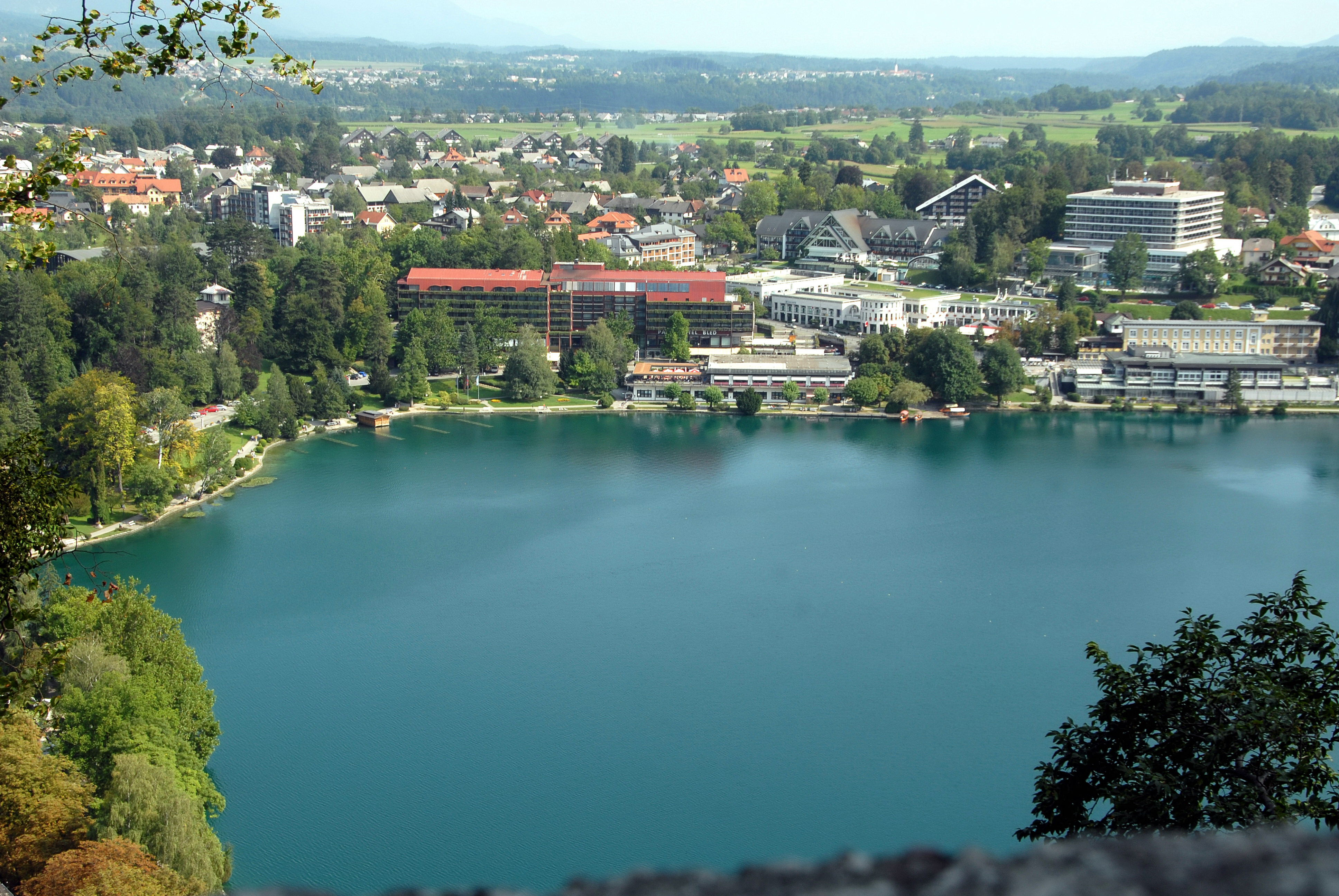
Město Bled a břeh jezera.

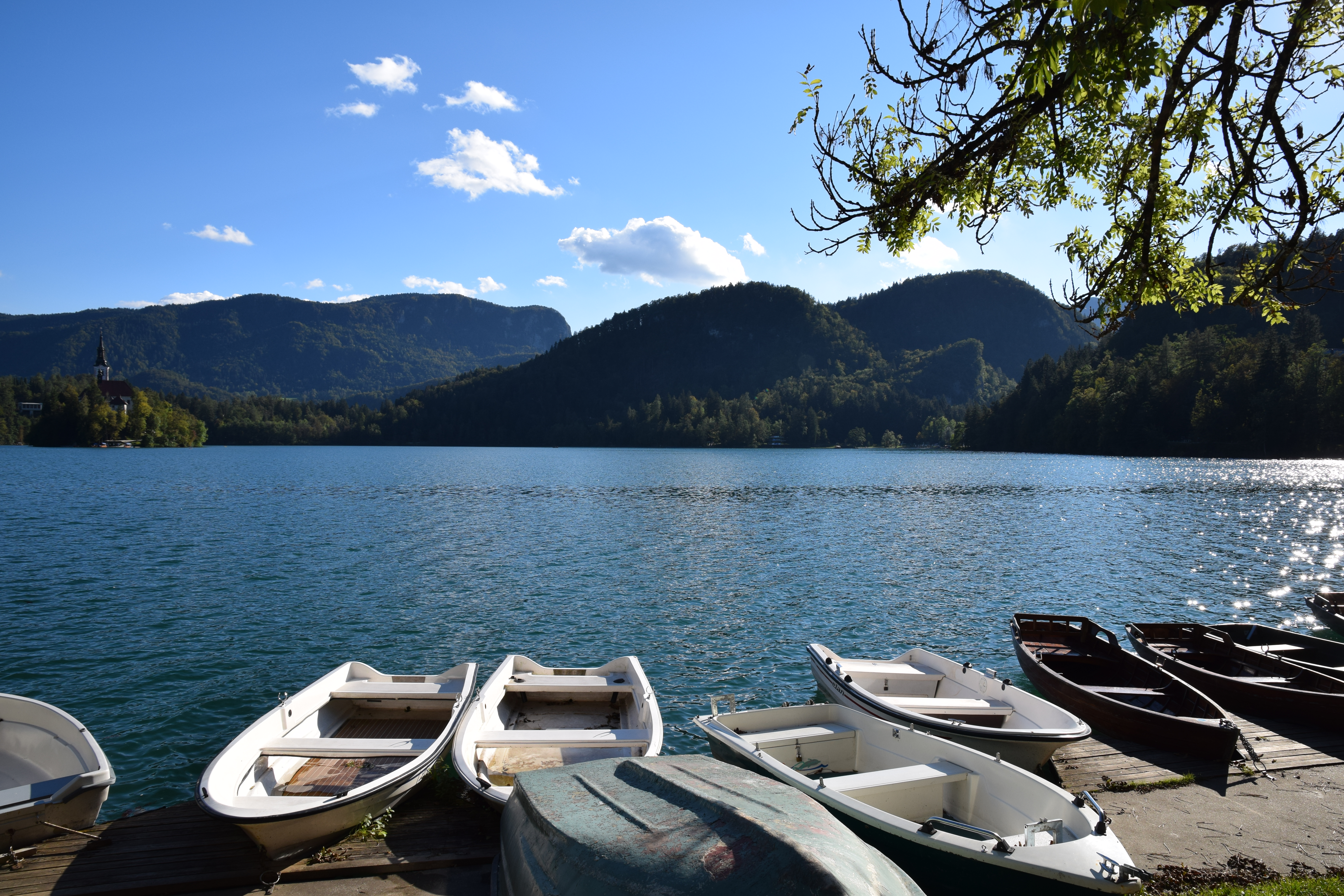
Lodě na břehu jezera.

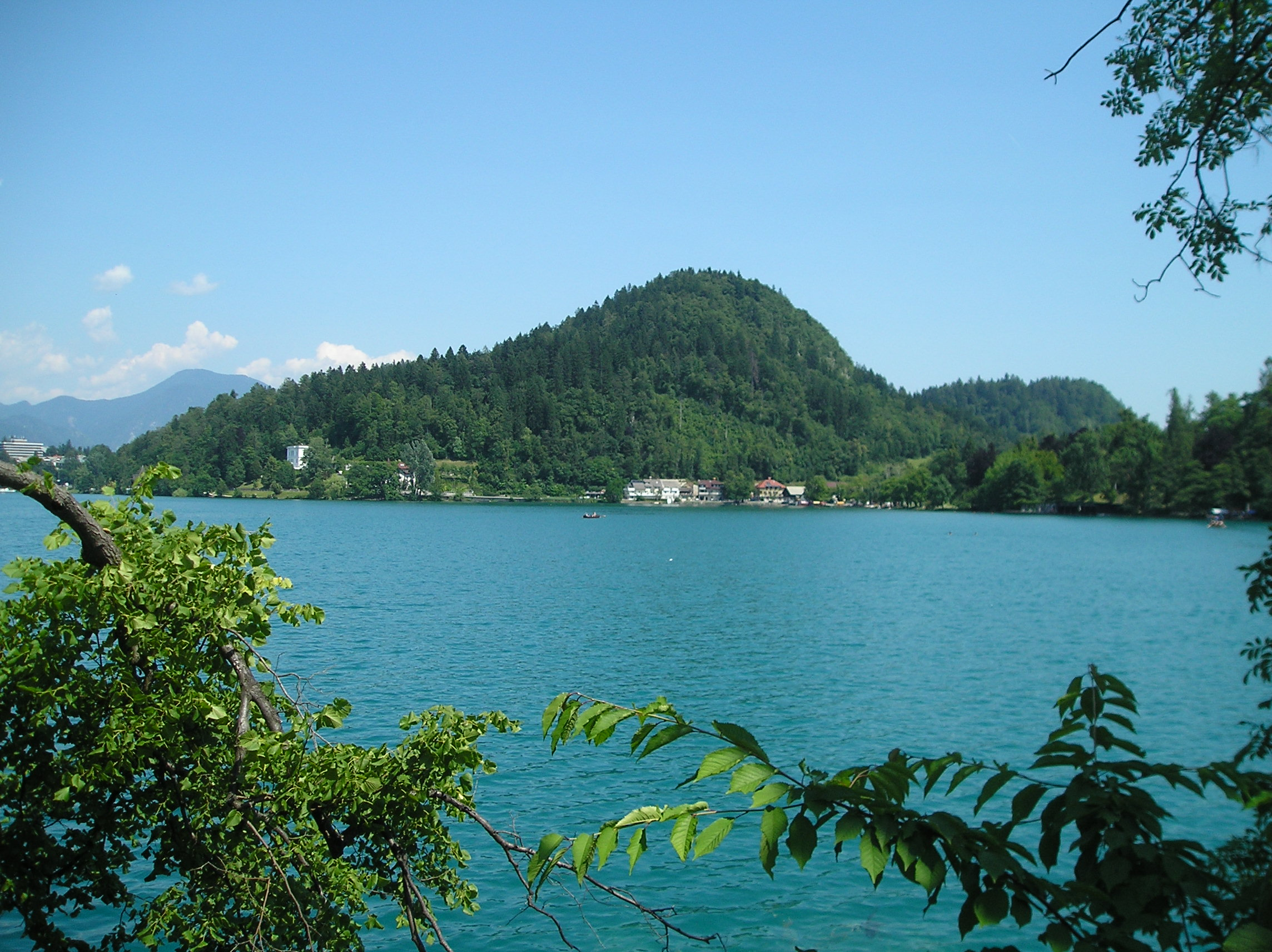
Hladina jezera.

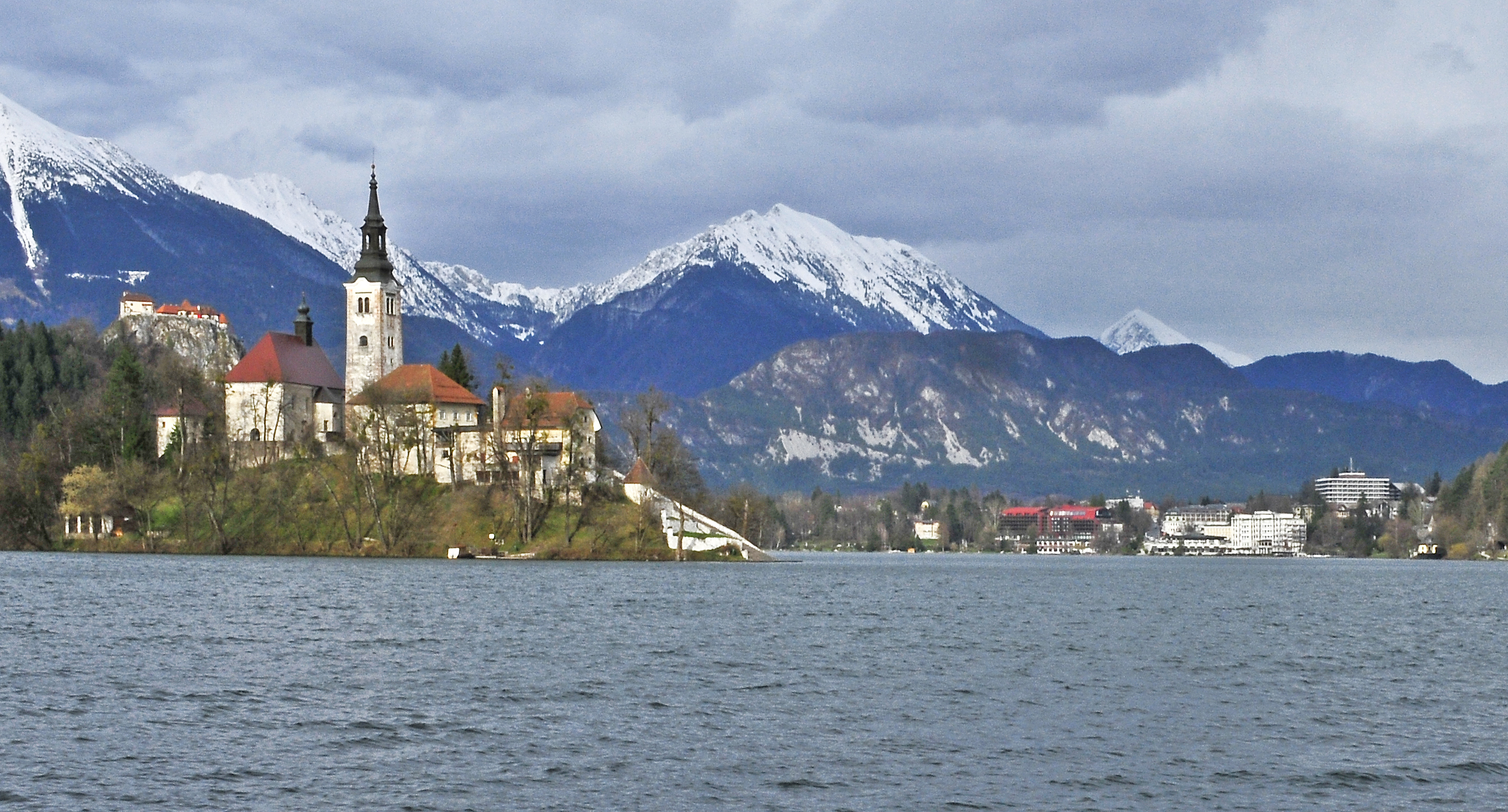
Jezero s Alpami v pozadí.

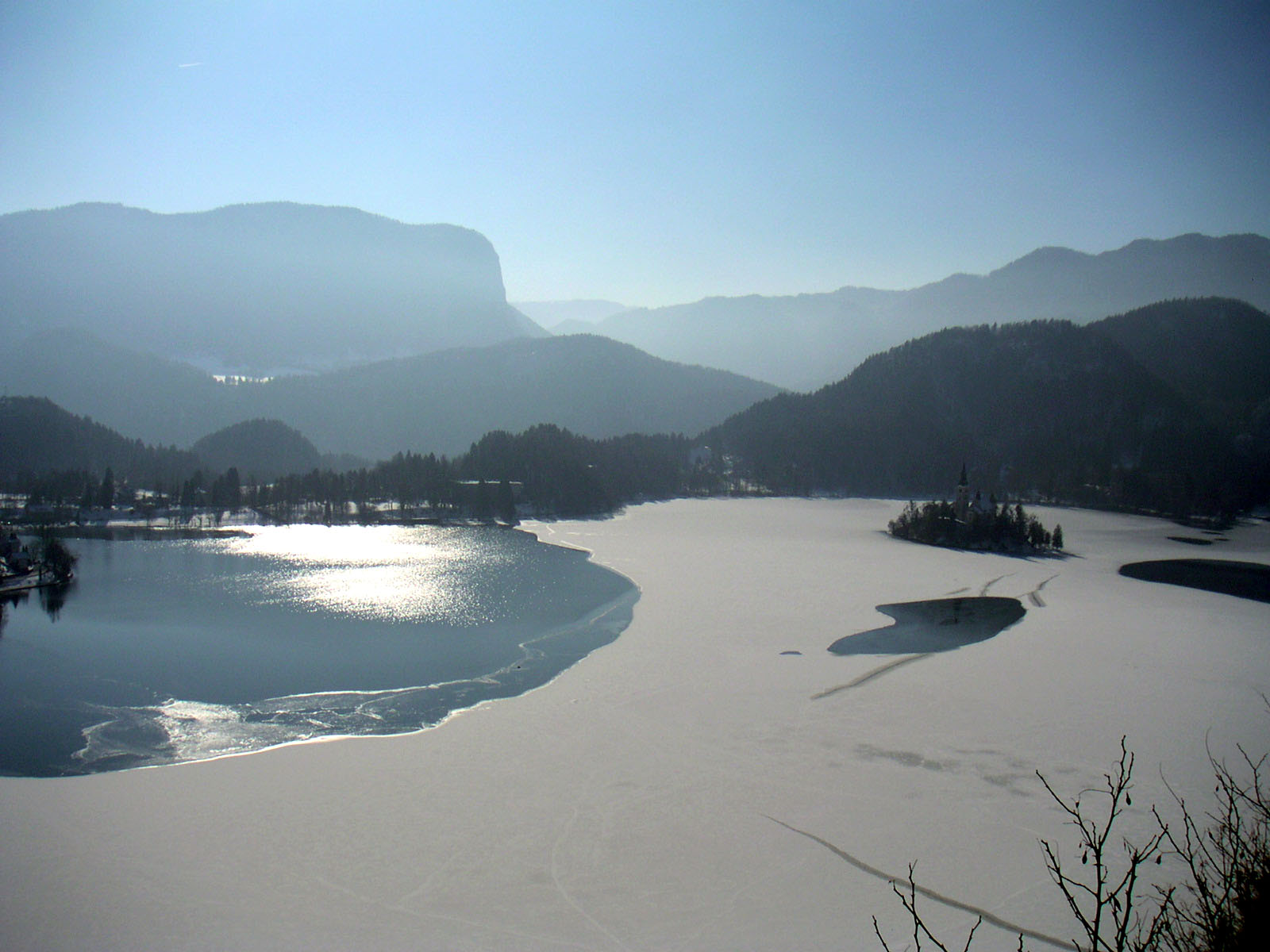
Bledské jezero v zimě.

Bledské jezero je vyhledávaným střediskem vodních i zimních sportů. Pravidelně se zde pořádají veslařské regaty a několikrát se zde konalo mistrovství světa ve veslování. Na severovýchodním břehu stojí Olympijské veslařské centrum. Mezi sportovci je jezero velice oblíbeno pro kouzlo zdejší krajiny, jež převyšuje uměle vybudované kanály.
Na západním břehu jezera se nachází přístav sportovních lodí a kemp.
Na svazích nedalekého zmíněného kopce straža se nachází také bobová dráha.

## Přírodní poměry
Na délku měří 2,12 kilometru a na šířku 1,38 km. Maximální hloubka činí 30 metrů a rozloha 1,44 km2. Termální prameny v severovýchodní části vedou do tří plaveckých bazénů ve zdejších hotelech. Jezero je chráněno horami od chladných severních větrů. Mírné klima (a termální prameny) zajišťuje dlouhou letní sezonu. Voda má v létě až 26 °C a žije v ní na 19 druhů ryb. Vyskytuje se zde také Blešivec potoční. 
Voda jezera je průzračná do hloubky několika metrů. Jezero se využívá pro koupání. Některá místa na pobřeží jezera nejsou pro veřejnost přístupná, ale mohou je navštívit jen hoteloví nebo lázeňští hosté. Dno jezera lze rozdělit na dvě části: západní (západně od Bledského ostrova, která je menší) a východní, která se táhne od ostrova až k městu Bledu. V západní části je právě jezero nejhlubší a víceméně je zde souvislá hloubka až 30 metrů. Naopak část východní je relativně mělčí. Nachází se zde několik vyvýšenin.
Z jezera vytéká (u vesnice Mlino) říčka s názvem Jezernica, její tok je velmi krátký, neboť se po několika málo kilometrech vlévá do Sávy Bohinjky. Zdrojem vody jsou většinou termální prameny a několik menších potoků, které do jezera přitékají. 
Průměrná roční teplota okolo jezera činí 12 °C a nejvyšší 25 °C (v červenci).

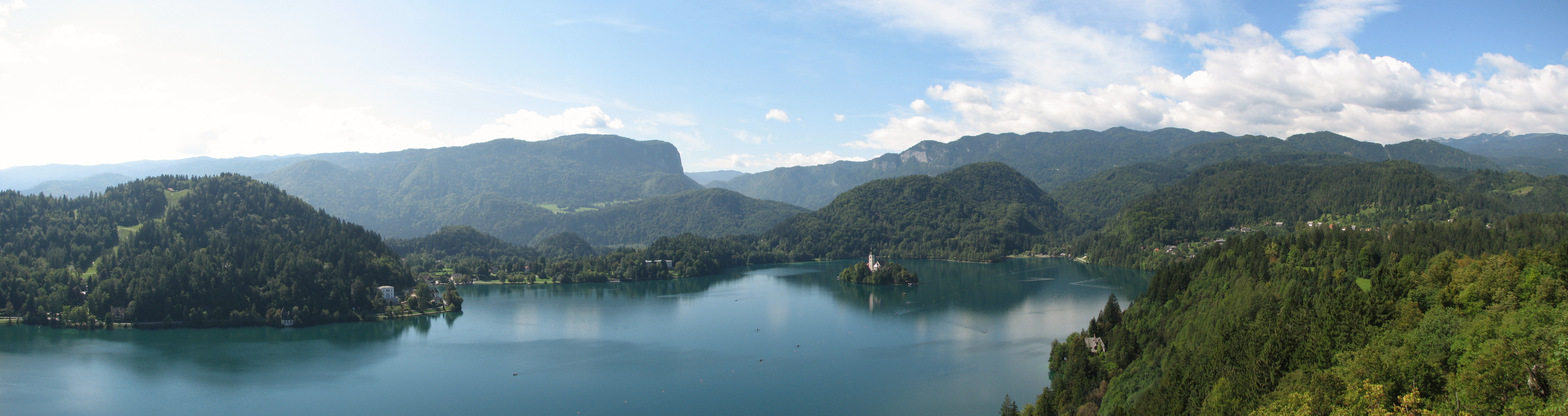
Panorama Bledského jezera

## Historie
Jezero vzniklo před 14 tisíci lety při ústupu Bohinjského ledovce. Původně bylo mnohem větší, voda nicméně vždy odtékala do Sávy Bohinjky. 
První lidé se u jezera usadili již v době kamenné. Byly zde objeveny i hroby z pozdní doby železné. Jezero Bled bylo důležitým centrem uctívání během doby bronzové. V depozitáři u břehu jezera byly nalezeny šperky z doby dávno před naším letopočtem. Reliéfní dekorace na nášivkách jsou považovány za symbol slunečního a lunárního roku. 
První slovanské osídlení se zde objevuje v 7. století, druhá vlna slovanského osídlení je datována do 9. a 10. století. Ze dna jezera byla vyzvednuta loď, která vznikla ze dřeva vzrostlého v 8. nebo 9. století n. l. Na ostrově se nacházela svatyně slovanské bohyně plodnosti Živy. V roce 782 připadl Bled a okolí Frankům. Roku 1011 věnoval císař Jindřich II. zdejší hrad biskupům z Brixenu. Ti zde vydrželi až do 19. století. Sám císař měl jezero ve své oblibě a často jej navštěvoval.
V závěru 18. století prosazoval Ignac Novak vysušení jezera se záměrem získat údajné zásoby jílu na jeho dně pro další využití, nicméně tato iniciativa neuspěla a jezero zůstalo.
Roku 1858 se hrad dostal do majetku Viktora Ruarda, majitele železáren v Jesenicích. V roce 1919 koupil hrad s jezerem místní hoteliér Ivan Kenda. Před druhou světovou válkou ho získal stát. Již dříve zde švýcarský lékař Arnold Rikli zřídil léčebný institut a roku 1895 nechal postavit dřevěné lázně a chaty. Roku 1899 vybudoval větší lázně. 
Průzkum dna jezera byl zahájen na přelomu 19. a 20. století. Stalo se tak víceméně náhodou poté, co se potopil zvon převážený na ostrov a zadání znělo jej nalézt a zachránit.
Mezi světovými válkami jezero fungovalo jako oficiální letní sídlo jugoslávské královské rodiny. Čas zde trávil tehdejší král Alexandr I. Karađorđević.
Za druhé světové války nouzově přistávala letadla na hladině jezera. Bledský hotel Park sloužil jako regionální sídlo pro německé bezpečnostní služby. Objevily se spekulace o nacistickém pokladu na dně jezera a dalšího využívání lokality během války německým vojskem. Toto téma popularizoval spisovatel Tone Svetina ve svém románu Ukana.
Po roce 1945 sloužilo komunistickým funkcionářům včetně hlavy státu, Josipa Broze Tita. Ten si zde nechal zbudovat jednu ze svých vil, které v Jugoslávii měl.
V roce 1962 proběhly na Bledském ostrově archeologické průzkumy.
Lokalita se nicméně v této době také rozvíjela jako turistická i sportovní destinace. Světový šampionát ve veslařství zde byl např. pořádán hned čtyřikrát (v letech 1966, 1979, 1989 a 2011). Na břehu jezera vyrostly četné hotely, kempy a další objekty. Jedná se o žádanou lokalitu co se týče pořizování nemovitostí.
V roce 1974 byla založena Společnost pro podvodní výzkum jezera. Do dvou let bylo celé jižní dno jezera prozkoumáno, nicméně průzkum se vyvaroval oblasti okolo prezidentské vily. Na dně byly nalezeny meče, pistole a další historicky významné předměty.
V roce 2002 se slovinská vláda rozhodla nevrátit Bledký ostrov Římskokatolické církvi.

## Objekty

### Bledský hrad
Hrad se vyvinul z někdejší románské věže, která zde patrně stála na přelomu 10. a 11. století. V pozdním středověku přibyly další věže a opevnění. Další budovy vyrostly v barokní době. Hrad má dvě nádvoří. Nejcennější dochovanou stavbou je kaple ze 16. století, barokně upravená kolem roku 1700, kdy vznikly iluzionistické fresky.

### Kostel svatého Martina
Pod hradním vrchem leží kostel svatého Martina z roku 1905, který nahradil původní kostel z 15. století. Na úpravě kostela se podílel i architekt Jože Plečnik. Kostelní hodiny odbíjí každou čtvrthodinu, s výjimkou doby mezi 22:00 a 6:00.

### Rikijeva vila
Na severním břehu jezera se nachází pozůstatky vily z roku 1905.

### Bledský ostrov
V jezeře leží ostrov se zmíněným kostelem Nanebevzetí Panny Marie. Archeologové na ostrově objevili stopy osady z 11. až 8. století před naším letopočtem a slovanská kultovní místa z 9. a 10. století n. l. se základy předrománské kaple. Trojlodní románská bazilika zde byla založena roku 1142. 
V 15. století byla goticky upravena a v roce 1509 ji poničilo zemětřesení. Současný vzhled kostela je barokní ze 17. století. Uvnitř se nachází zbytky gotických maleb a gotická soška Panny Marie, Hlavní oltář je z roku 1747. Tři boční oltáře z černého mramoru jsou z roku 1700. Nad kostelní lodí je instalován i tzv. zvon přání (dle tradice nutno třikrát zazvonit pro splnění přání). Zvonice vedle kostela pochází z 15. století a má výšku 54 metrů.

## Doprava
Jezero je dostupné po železnici (severozápadně od něj se nachází železniční stanice Bled Jezero na tzv. Bohinjské dráze. Na jižním břehu jezera je vedena silnice č. 205, která spojuje Bled s obcí Bohinjska Bistrica.
Na jezeře jsou tradiční lodě, které jsou ve slovinštině označované jako pletna, a to z německého Plätten, označující loď s plochým dnem. Podle některých historiků se objevily již v polovině 12. století, nicméně první písemná zmínka o nich pochází z roku 1590. Právo na lodní plavbu udělovala např. i císařovna Marie Terezie. Dodnes se plavbě lodí věnuje řada z místních 22 rodin, které tak činily po staletí.